# Шах-султанија (ћерка Селима I)
Султанија Шах или Шахубан (тур. Şah Sultan; Şahuban Sultan) (Маниса, 1507 — Истанбул, 1572) била је султанија, принцеза Османског царства, кћерка султана Селима I и сестра султана Сулејмана I.

## Биографија
Шах је рођена 1507. Била је једна од шест кћери Селима I. Њена мајка је била нешпзната конкубина, која је била још жива 1556. године.
После смрти свога оца, и доласка њеног полубрата Сулејмана на престо, априла 1523. удата је за Лутфи-пашу, државника који је касније, 1539. постао велики везир. Из овог брака, Шах је имала ћерку Есмахан. Познато је да у браку није било љубави. 1541. године, Шахубан се развела од свог супруга који је након развода ослобођен свих својих политичких позиција. Разлог овог развода је било управо физичко злостављање Шах-султаније од стране њеног супруга. Након тога је и Шах наредила слугама да пребију Лутфи-пашу и пожалила се свом брату, Султану Сулејману и затражила развод. Због тога је и Лутфи-паша скинут са дотадашње позиције великог везира, и послат у прогонство у Грчкој.
Нешто након развода од Лутфи-паше, организовала је удају своје кћери и настанила се у павиљону код Мевлевихане-капије на периферији Истанбула. Посветила се религиозном животу и често је проводила време са шејховима и дервишима. Током 1550/1551, брат је одлучио да је уда за Меркез-ефендију, који је имао деведесет година. Њихов брак је трајао кратко, до његове смрти у арпилу 1552. Из брака са Меркез-ефендијом је имала сина Реџепа. Како је Меркез-ефендија био старији од султаније 44 године, неки доводе у питање постојање самог брака или њиховог потомства. Након смрти њеног супруга, Шах султанија је подигла чамију у сећање на њеног супруга.
За собом је оставила и задужбину, џамију Шах султаније која је саграђена 1556. године. Султанија Шах је остатак живота провела бринући о својим унукама и праунуцима, што је забележено у архиви из 1569. године.

## Гроб
Гроб тј. мезар Шах султаније је пронађен након више од 400 година, 16. марта 2013. године приликом рестаурације гроба Султаније Ајше Хафсе. Археолози су изјавили да су они из књига знали да је мезар Шах султаније близу мезара Ајше Хафсе, јер је она умрла 38 година након ње, али ипак нису могли да одреде тачну локацију. Након завршетка обе рестаурације до краја 2013. људи могу посетити гробове обе султаније.